# Bentivoglio (Italia)
Bentivoglio (Bäntvói o Bentvói in dialetto bolognese settentrionale) è un comune italiano di 5 815 abitanti della città metropolitana di Bologna in Emilia-Romagna, situato nella pianura bolognese. Fa parte dell'Unione Reno Galliera.

## Origini del nome
In origine il territorio di Bentivoglio era denominato come una delle sue frazioni, Santa Maria in Duno. Il nome recente deriva dalla nobile famiglia Bentivoglio e solo dal 1º gennaio 1886 tale nome designa l'intero comune.

## Storia

### Primi insediamenti
I primi insediamenti nel territorio Bentivogliese risalgono alla Civiltà villanoviana, sono state infatti ritrovate alcune tombe a cremazione databili al 930 a.C. e una stele del VI secolo a.C.
I Romani effettuarono i primi interventi di bonifica del territorio, allora, paludoso. Attraverso alcuni resti ritrovati si è inoltre scoperto che con l'arrivo dei Romani si svilupparono numerose installazioni rurali nel territorio.
La zona centrale del territorio in età medievale era denominata "Ponte Poledrano", questo nome era dovuto al passaggio dei puledri sul ponte del canale Navile.

### Importanza del Navile
Il canale Navile ha origini antiche, fin dal XII secolo portava l'acqua del Reno dalla chiusa di Casalecchio a Malalbergo, per riconnettersi poi con le valli del Po e Venezia, fungendo lungo tutto il tracciato da via di comunicazione per il trasporto delle merci, a partire dalla seta. Nel 1930 il riso delle risaie di Bentivoglio arrivava a Bologna sui barconi che percorrevano il Navile. Lungo il suo percorso vennero costruiti numerosi edifici fortificati tra i quali la Rocca di Ponte Poledrano nel 1390, situata di fianco al Mulino sorto invece nel 1300 sul percorso del Navile, a difesa del confine verso i marchesi d'Este di Ferrara.

### Bonifica
Nel 1817 la famiglia Pizzardi acquistò dal marchese Carlo Bentivoglio d'Aragona il castello di Ponte Poledrano con il mulino, la pila da riso, le terre e le valli limitrofe. I Pizzardi, in particolare Carlo Alberto, intrapresero opere di bonifica del territorio che portarono ad un totale prosciugamento delle paludi e quindi alla creazione di un ambiente più igienico, oltre che all'avviamento di un importante centro di produzione risicola e al potenziamento dello storico mulino, rimasto attivo fino al 1977, riaperto il 5 ottobre 2014.

## Monumenti e luoghi d'interesse
Il MiBACT recensisce 20 beni architettonici tutelati nel comune, ai quali si aggiungono quelli senza tutele.

### Architetture religiose
- Chiesa di San Marino, parrocchiale nella frazione di San Marino
- Chiesa e Canonica di San Martino in Castagnolino e pertinenze
- Complesso parrocchiale di Santa Maria e San Folco in frazione Saletto
- Chiesa con oratorio di Sant'Andrea in Santa Maria in Duno

### Architetture militari
Castello

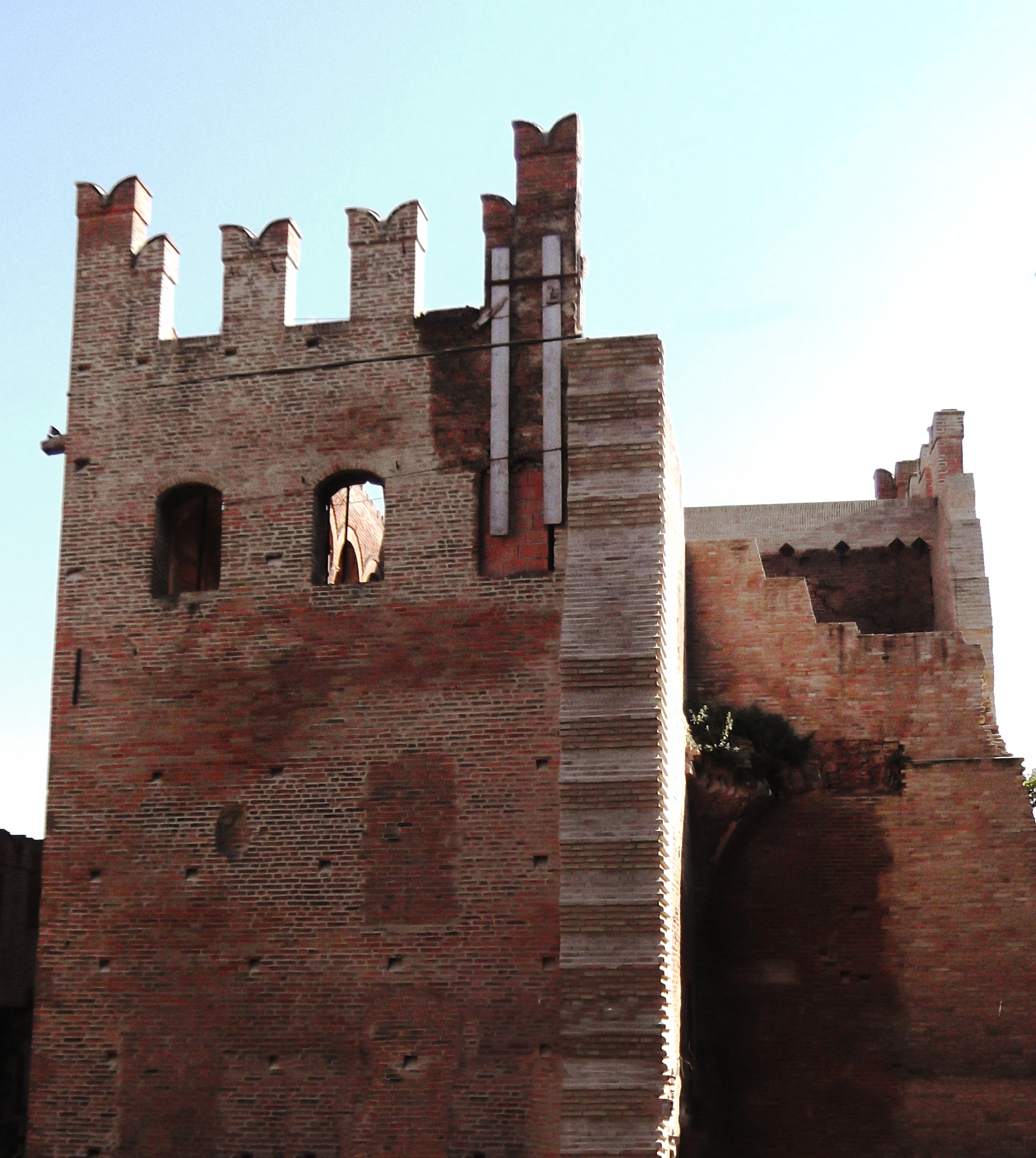
Particolare della torre crollata

Il Castello, denominato "Domus Jocunditatis", fu voluto da Giovanni II Bentivoglio, signore di Bologna dal 1463 al 1506, e venne costruito tra il 1475 e il 1481 attorno alla torre comunale di cui fu nominato castellano. Il Castello venne utilizzato dai Bentivoglio come dimora di campagna, senza eccessive preoccupazioni difensive. Venne ampiamente restaurato dal 1889 al 1897 da Alfonso Rubbiani, il quale ricostruì l'ala crollata, riedificò la cinta merlata e suddivise le stanze secondo le vecchie piante, inventandosi anche numerosi particolari, come il rivellino di accesso e la scala che dal cortile conduce al piano nobile. Vennero inoltre aggiunte due statue rappresentanti Ginevra Sforza e Giovanni II Bentivoglio, entrambe opera di Giuseppe Romagnoli. Il restauro diede un'impronta ottocentesca a una delle principali opere del Rinascimento bolognese. Nella prima guerra mondiale accolse un ospedale militare della CRI. Nel 1945, durante la ritirata, la Wehrmacht distrusse la trecentesca torre del castello, allo scopo di eliminare i punti sopraelevati, utilizzabili per avvistamento. Al suo interno il castello custodisce varie decorazioni che trattano il tema della vita nei campi, come un importante ciclo di affreschi, detto Le storie del pane, opera di un artista anonimo, dove vengono illustrate tutte le fasi della produzione del pane. Nel ventunesimo secolo l'edificio ospita i laboratori di ricerca dell'Istituto Ramazzini e inoltre viene utilizzato per le attività culturali organizzate dal comune.

### Architetture civili
Palazzo Rosso
Costruito nel 1887 ad opera del Marchese Carlo Alberto Pizzardi, il palazzo prende il nome dai mattoni rossicci con cui fu fatto edificare. Inizialmente l'entrata propendeva sul Navile, ed era accessibile tramite un ponte, ancora esistente. In seguito, l'ingresso principale divenne il sostegno sul lato opposto.
L'edificio, costruito su progetto di Alfonso Rubbiani, presenta elementi decorativi e pitture murali realizzate da Giulio e Achille Casanova e da Augusto Sezanne fino al 1897 e oltre, secondo lo stile Liberty bolognese.

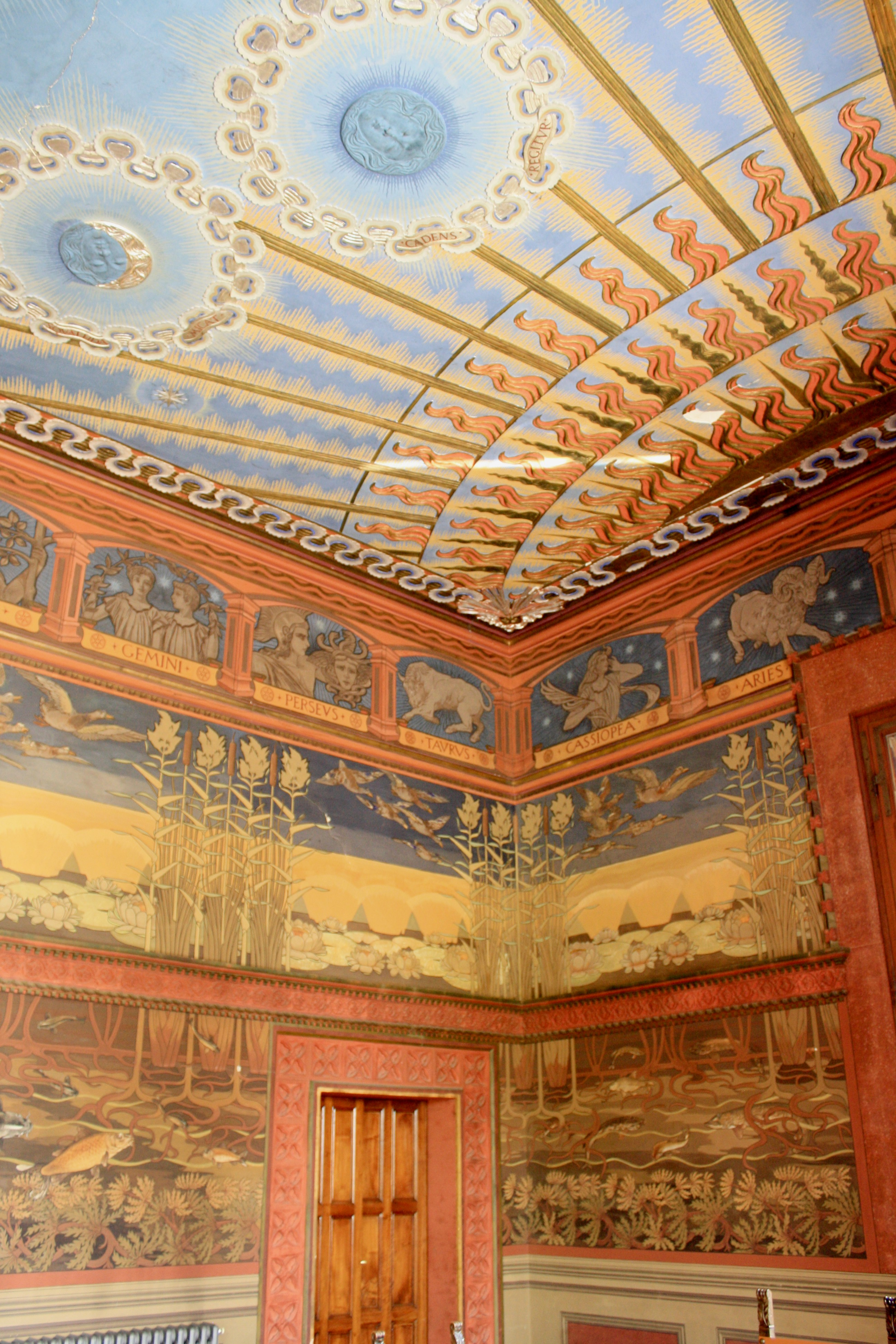
La Sala dello zodiaco.

Il palazzo Rosso è composto da tre piani, adibiti in precedenza a varie funzioni: il piano terra era la sede degli uffici; il primo piano, denominato piano nobile, era l'abitazione vera e propria dei Pizzardi, con un balcone e varie finestre particolarmente ampie; il secondo ed ultimo piano, invece, era l'abitazione dei dipendenti.
All'interno del palazzo si trova la Sala dello Zodiaco, riuscito esempio dell'Aemilia Ars. Nella Sala si possono osservare elementi vegetali, animali e simbologie celesti tra le quali, da qui il nome, la rappresentazione della fascia dello zodiaco con alcune costellazioni. Vi sono inoltre rappresentate le fasi lunari e del globo terrestre unite alla stilizzazione del Sole, rappresentato coi soli raggi di un intenso colore rosso.
Dopo la morte nel 1922 di Carlo Alberto Pizzardi il palazzo, provvisto di acqua corrente, luce elettrica ed un impianto igienico, venne affittato a varie famiglie. Durante la seconda guerra mondiale il palazzo venne leggermente danneggiato, nel 1981 il comune ne acquista la gestione e nel 1992 ne diviene il proprietario, iniziando già dall'anno seguente il primo trasferimento della Biblioteca Municipale che viene restituita alla cittadinanza completamente rinnovata e ampliata. Il Palazzo Rosso, con il Mulino Pizzardi e le pertinenze, è tutelato. Oltre alla biblioteca, il palazzo è sede del Consiglio Comunale e ospita varie attività culturali.
Palazzo Vivaio

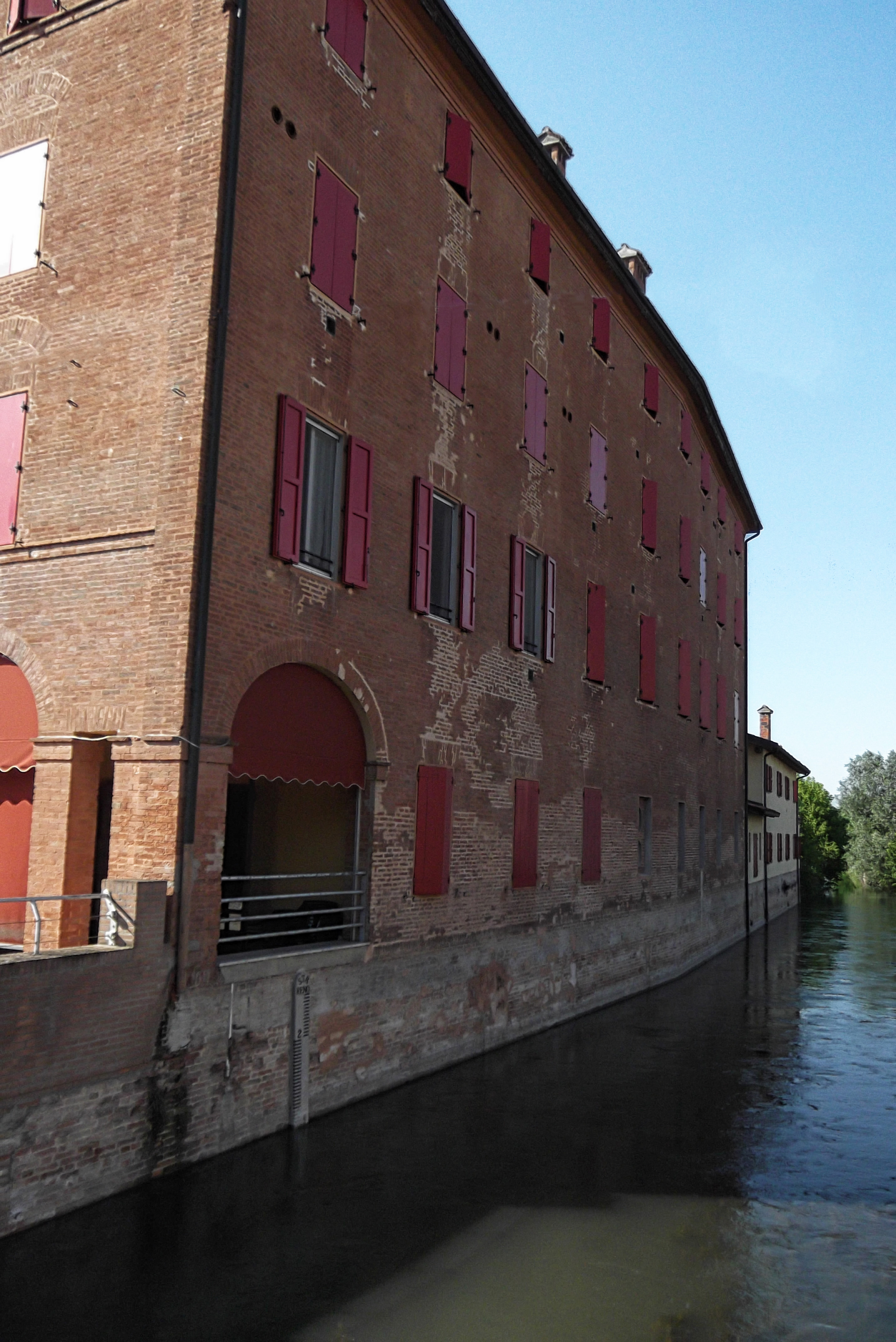
Facciata del Palazzo Vivaio sul Navile

Costruito dal Marchese Pizzardi nel 1889, il Palazzo Vivaio era adibito a seconda dimora per i residenti del Castello durante i lavori di restauro. Ai piani superiori del Palazzo erano collocati gli alloggi, al di sotto di questi vi si trovavano le cantine, una falagnameria e una fabbreria. Il palazzo fu costruito con un lato poggiato sulla sponda del Canale Navile, ed è un condominio con varie abitazioni private ai piani superiori, ed un circolo Arci al piano inferiore.
Villa Smeraldi

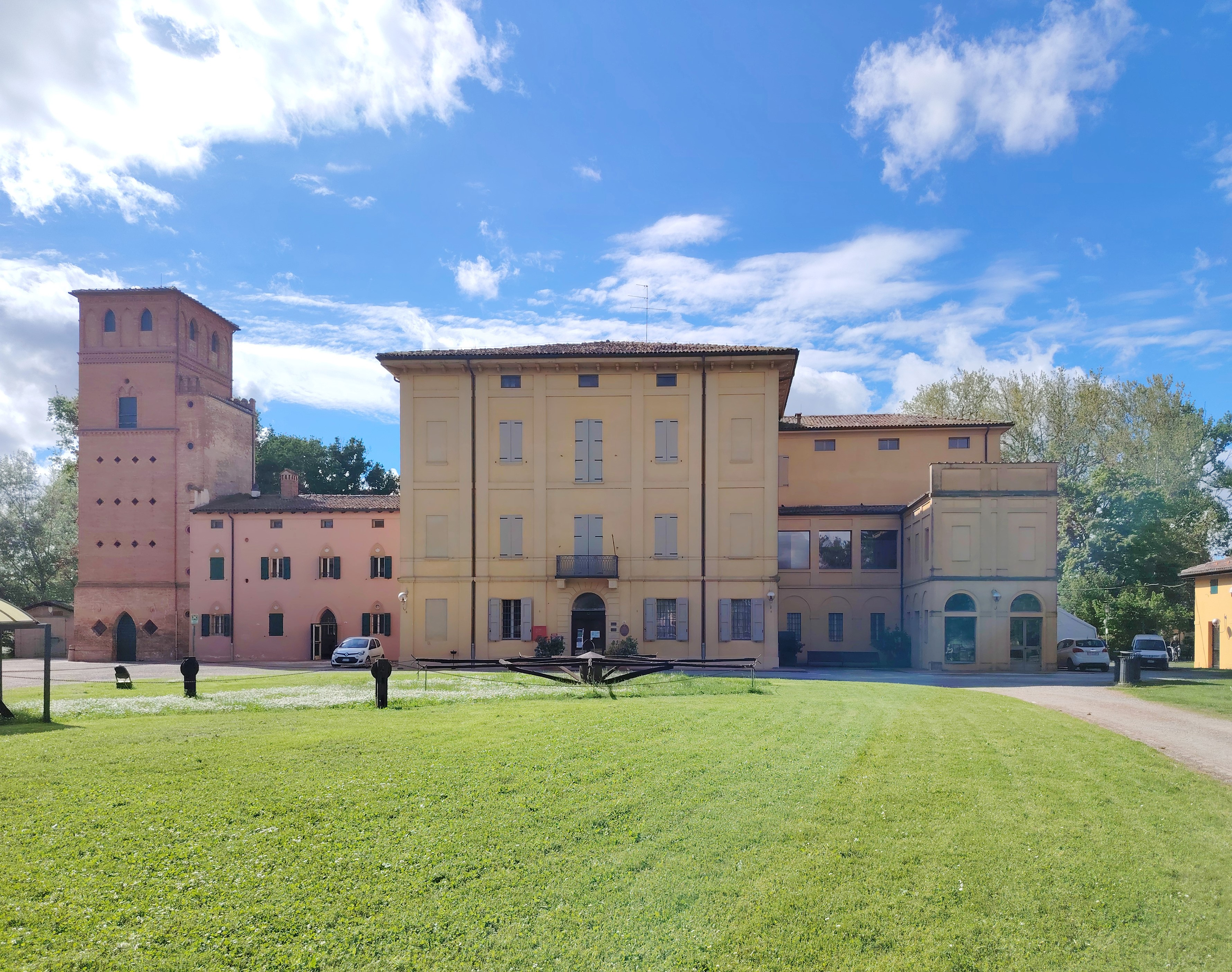
Villa Smeraldi.

Situata nell'ampia frazione di San Marino, Villa Smeraldi prende il nome dall'ultimo proprietario Rigoberdo Smeraldi, stabilitovisi dal 1922 al 1942 per dirigere personalmente l'azienda agricola collegata. Gli edifici ottocenteschi costruiti nella proprietà sono la residenza padronale, l'abitazione del fattore, la torre del granaio, la stalla, la legnaia, la colombaia, la ghiacciaia, la casa colonica, la porcilaia e la casa dell'ortolano.
Tuttavia queste costruzioni sono solo una parte della proprietà, vi è infatti un grande parco all'inglese che comprende un ampio lago, attraversabile tramite un ponte adornato di quattro particolari statue, entrambi costruiti attorno alla seconda metà dell'Ottocento, varie montagnole (alcune presumibilmente erette con il terreno proveniente dallo scavo per il lago) ed altri luoghi completamente immersi nel verde.
La residenza padronale di Villa Smeraldi fu particolarmente coinvolta nella seconda guerra mondiale: alcuni ambienti vennero affittati alla società telefonica TIMO, mentre successivamente vi si insediò un comando tedesco agli ordini del generale Fridolin von Senger und Etterlin che sfruttò la torre per gli avvistamenti e gli innumerevoli luoghi del parco nascosti dal verde per dissimulare alcune postazioni antiaeree.
Dal 1973 Villa Smeraldi ospita l'importante Museo della civiltà contadina, contenente migliaia di testimonianze del lavoro e della vita nelle campagne bolognesi tra Ottocento e Novecento. Il parco circostante è divenuto pubblico ed è accessibile tutti i giorni, inoltre vi hanno sede vari eventi legati al territorio come feste dell'agricoltura, mercati contadini o semplici giornate dedicate al paese.

#### Altre architetture
- Scuola elementare-media di Bentivoglio
- Unità immobiliari di Via Marconi 38/2
- Palazzo "Botteghe"
- Ex Centro Zootecnico "San Carlo"
- Ospedale di Bentivoglio, parco e pertinenze
- Antica Villa Paleotti, ora Monari, con il circostante parco
- Corte Signora
- Risaia Bianchina
- Corte Colombarola
- La Casazza
- Cimitero
- Ex Casa del Fascio
- Palazzo del Comune

### Siti archeologici
- Villa rustica di epoca romana

### Aree naturali
- Parte del territorio comunale è compreso nel sito di interesse comunitario e zona di protezione speciale "Biotopi e Ripristini ambientali di Bentivoglio, S. Pietro in Casale, Malalbergo e Baricella" (IT4050024)
- Oasi La Rizza, in cui si trova un gelso bianco monumentale

## Società

### Evoluzione demografica
Abitanti censiti

### Etnie e minoranze straniere
Al 31 dicembre 2023 la popolazione straniera era di 973 persone, pari al 16,77% della popolazione.

## Cultura
- Museo della civiltà contadina, ospitato nella Villa Smeraldi[16].
- Museo della civiltà contadina e della canapa "G. Romagnoli"[17]
- Biblioteca comunale "Remo Dotti"
- Luogo in cui trova la sua genesi, nel 1987, la rock band alternativa dei Disciplinatha.

## Amministrazione
Di seguito è presentata una tabella relativa alle amministrazioni che si sono succedute in questo comune.
| Periodo        | Periodo        | Primo cittadino      | Partito                | Carica  | Note   |
| -------------- | -------------- | -------------------- | ---------------------- | ------- | ------ |
| 12 giugno 1985 | 28 giugno 1990 | Gianfranco Montanari | PCI                    | Sindaco | [ 18 ] |
| 28 giugno 1990 | 14 giugno 2004 | Fabrizio Sarti       | PCI, PDS, lista civica | Sindaco | [ 18 ] |
| 14 giugno 2004 | 26 maggio 2014 | Vladimiro Longhi     | centro-sinistra        | Sindaco | [ 18 ] |
| 26 maggio 2014 | 10 giugno 2024 | Erika Ferranti       | centro-sinistra        | Sindaco | [ 18 ] |
| 10 giugno 2024 | in carica      | Alice Vecchi         | centro-sinistra        | Sindaco | [ 18 ] |

## Sport
Ha sede nel Comune la società di calcio A.S.D. Bentivoglio, militante nel campionato di Eccellenza 2021-2022. Inoltre Bentivoglio è la città natale del calciatore Giacomo Raspadori e dell'atleta olimpica Martina Santandrea.